# Simnia patula
Simnia patula ist der Name einer im westlichen Atlantik verbreiteten Schnecke aus der Familie der Eischnecken, die sich von sessilen Nesseltieren ernährt.

## Merkmale
Das dünne, glänzende, eiförmige Schneckenhaus von Simnia patula hat ein Gewinde, das beim ausgewachsenen Tier in den Körperumgang eingeschlossen ist, bei Jungtieren aber noch mit drei aufgeblasenen Umgängen sichtbar ist. Die lange und ovale Gehäusemündung hat zwei aufgeweitete Lippen, die länger als die anderen Teile der Schale sind und an beiden Enden in einen Kanal übergehen. Der basale Einatmungskanal ist viel breiter und weniger von der Gehäusemündung abgesetzt als der apikale Ausatmungskanal. Das Haus wird bei ausgewachsenen Schnecken bis zu 2 cm lang und 8 mm breit. Die Oberfläche der Schale ist weiß, gelb oder rosa, der Leib der Schnecke gelb mit braunen Streifen und Flecken vor allem auf dem Mantel, der an seinem Ende ein Atemrohr bildet und mit zwei seitlichen Lappen die Schale bedeckt, wenn die Schnecke sich bewegt. Der große Fuß weist einen längs verlaufenden Kamm auf und ist vorn rosa gefärbt. Die beiden langen Fühler am Kopf sind weiß bis braunen Spitzen und haben an ihrer Basis ein kleines Auge.

## Verbreitung und Lebensraum
Simnia patula ist im nordöstlichen Atlantischen Ozean unter anderem an den Küsten des südwestlichen England und Wales, von Irland und Teilen Schottlands wie auch des nordwestlichen Frankreichs verbreitet. Sie lebt insbesondere auf den von ihr als Wirte bevorzugten Nesseltierarten Alcyonium digitatum, Eunicella verrucosa und Tubularia indivisa, an denen sie frisst, in Tiefen unterhalb der Gezeitenzone von etwa 15 bis 75 m.

## Lebenszyklus
Wie andere Eischnecken ist Simnia patula getrenntgeschlechtlich. Es findet innere Befruchtung statt. Die Eier werden in unregelmäßigen rundlichen Gelegen von über 2,5 cm Dicke auf den als Wirt dienenden Nesseltieren abgelegt. Die Eikapseln sind rund bis vieleckig und etwa 3,5 mm dick. Sie werden durch eine zähe, etwas gelbliche bis farblose Schicht zusammengehalten. Sämtliche Eier entwickeln sich zu Veliger-Larven, die vermutlich viele Wochen als Zooplankton leben, bevor sie zu Schnecken metamorphosieren. Sie können im Sommer die häufigste Art im Zooplankton bilden.

## Nahrung
Simnia patula frisst bevorzugt Polyp und Coenenchym der Nesseltierarten Alcyonium digitatum, Eunicella verrucosa und Tubularia indivisa.